# Hirm
Hirm è un comune austriaco di 995 abitanti nel distretto di Mattersburg, in Burgenland.